# Marwin González
Marwin Javier González Fuentes (nacido en Puerto Ordaz, Venezuela, el 14 de marzo de 1989) es un jugador venezolano de béisbol profesional, actualmente juega  en Orix Buffaloes de la NPB. 
En la Liga Venezolana de Béisbol Profesional juega con los Tigres de Aragua.

## Carrera como beisbolista

### 2005
González fue firmado como internacional agente libre por los Cachorros de Chicago el 23 de noviembre de 2005.

### 2006
González comienza su carrera con los AZL Cubs de la Arizona League de la clase Rookie desde el 27 de junio hasta el 3 de agosto de 2006. este mismo año es asignado a DSL Cubs de la Dominican Summer League de la clase Rookie desde el 8 de agosto hasta el 25 de agosto de 2006.

### 2007
Con los AZL Cubs de la Arizona League de la clase Rookie juega desde el 8 de agosto hasta el 30 de agosto de 2007.

### 2008
Para este año González fue asignado con los Peoria Chiefs de la Midwest League de la Clase A (Media) desde el 3 de abril hasta el hasta el 14 de mayo de 2008. Más tarde González fue asignado a Boise Hawks de la Northwest League de la Clase A temporada corta.
LVBP
Marwin González hace su debut en la Liga Venezolana de Béisbol Profesional temporada 2007-2008 con la organización de Los Leones del Caracas desde el 23 de diciembre y participa hasta el 29 de diciembre de 2008.

### 2009
MiLB
El 9 de abril de 2009, Marwin González fue asignado a Daytona Cubs de la Florida State League de la Clase A Avanzada (Fuerte) desde el 9 de abril hasta el 4 de septiembre de 2009.
LVBP
El 7 de octubre de 2009, Marwin González vuelve a ser asignado a Leones del Caracas, participa con organización desde el 12 de octubre hasta el 29 de diciembre. Obteniendo un promedio de bateo de .313, en 67 turnos, produciendo 21 hits, 9 carreras impulsadas, 15 carreras anotadas, 6 dobles, 2 jonrones, 5 bases por bolas, 8 ponches y 2 bases robadas.

### 2010
Serie del Caribe
31 de enero de 2010, Marwin González asignado a los Leones del Caracas campeones de La Liga Venezolana de Béisbol Profesional 2009-10, para participar en la Serie del Caribe 2010.
MiLB
El 20 de marzo de 2010, González fue asignado de nuevo a los Daytona Cubs desde el 8 de abril hasta el 5 de mayo.
El 7 de mayo de 2010, González fue asignado a Tennessee Smokies de la 	Florida State League de la Clase A Avanzada (Fuerte) desde el 7 de mayo hasta el 6 de septiembre de 2010.
LVBP
El 11 de octubre de 2010, González vuelve a ser asignado a Leones del Caracas. Participa con el equipo desde el 12 octubre hasta el 30 de diciembre de 2010, obteniendo un promedio de bateo de .324 en 210 turnos al bate, produciendo 68 hits, 38 carreras impulsadas, 41 carreras anotadas, 12 dobles, 1 triple, 2 jonrones, 33 bases por bolas, 31 ponches y 3 bases robadas.

### 2011
MiLB
El 6 de marzo de 2011, González vuelve a participar con Tennessee Smokies de la 	 Florida State League de la Clase A Avanzada (Fuerte) desde el 7 de abril hasta el 25 de junio de 2011.
El 26 de junio de 2011, González fue asignado a Iowa Cubs de la Pacific Coast League de la Triple A. Participa con el equipo desde el 26 de junio hasta el 5 de septiembre de 2010.
El 8 de diciembre de 2011, Los Boston Red Sox selecciona a Marwin González de los Cachorros Regla 5 y al mismo tiempo Boston Red Sox negociaron a Marwin González lo cambiaron a los Astros de Houston por Marco Duarte a Pawtucket Red Sox.
LVBP
González vuelve a ser asignado a Leones del Caracas. Participa con el equipo desde el 12 octubre hasta el 23 de diciembre de 2011, obteniendo un promedio de bateo de .292 en 168 turnos al bate, produciendo 49 hits, 17 carreras impulsadas, 19 carreras anotadas, 7 dobles, 0 triple, 0 jonrones, 12 bases por bolas, 24 ponches y 3 bases robadas.

### 2012
MLB
Marwin González hizo su debut en la MLB los Astros de Houston el Día de apertura el 6 de abril de 2012, convirtiéndose en el Venezolano n.º 274 en las Grandes Ligas.
El 8 de junio de 2012, Astros de Houston colocan a Marwin González en la lista de lesionados de 15 días. por contusión en el talón derecho.
MiLB
El 28 de junio de 2012, enviaron a Marwin González a una asignación de rehabilitación con los Oklahoma City RedHawks de la Pacific Coast League de la Triple A.
El 15 de julio de 2012, a Marwin González lo volvieron a activar a los Astros de Houston.
LVBP
11 de octubre de 2012, Marwin González fue nuevamente asignado a Los Leones del Caracas. Participa con el equipo desde el 7 de noviembre hasta el 6 de diciembre de 2012, obteniendo un promedio de bateo de .180 en 61 turnos al bate, produciendo 11 hits, 3 carreras impulsadas, 8 carreras anotadas, 3 dobles, 0 triple, 0 jonrones, 7 bases por bolas, 8 ponches y 3 bases robadas.

### 2013
MLB
El 2 de abril de 2013, González rompió un juego perfecto por los Rangers de Texas al lanzador Yu Darvish con dos outs en la parte baja de la novena entrada.
MiLB
El 8 de junio de 2013, González es asignado a Triple A con Los Oklahoma City RedHawks después vuelve a subir a MLB. El 24 de junio de 2013, Houston Astros vuelven a dar a opción a Marwin González a Oklahoma City RedHawks.
14 de agosto de 2013, Astros de Houston suben de nuevo a 'González a la MLB de Oklahoma City RedHawks.
LVBP
El presidente de Leones del Caracas, Luis Ávila, admitió que ha hubo contactos para recibir en su equipo a Gerardo Parra, en un canje con las Águilas del Zulia. Varios cronistas de diarios en el Zulia mencionaron algunos nombres de jugadores que habría ofrecido el conjunto capitalino por los servicios del jardinero. Según Augusto Cárdenas, reportero del diario Panorama, Caracas entregaría hasta dos peloteros por la ficha del zuliano. “Jesús Aguilar y/o Carlos Rivero podrían ser involucrados junto con Marwin González en el cambio”.

El 12 de noviembre de 2013, Marwin González fue asignado a Águilas del Zulia. Participa con el equipo desde el 12 de noviembre hasta el 29 de diciembre de 2013, obteniendo un promedio de bateo de .297 en 74 turnos al bate, produciendo 22 hits, 9 carreras impulsadas, 5 carreras anotadas, 0 dobles, 0 triple, 0 jonrones, 13 bases por bolas, 9 ponches y 1 bases robadas.

### 2014
MLB
Marwin González vuelve a participar con los Astros de Houston. Participa con el equipo desde el 4 de abril hasta el 27 de septiembre de 2014, obteniendo un promedio de bateo de .277 en 285 turnos al bate, produciendo 79 hits, 23 carreras impulsadas, 33 carreras anotadas, 15 dobles, 1 triple, 6 jonrones, 17 bases por bolas, 51 ponches y 2 bases robadas.

### 2015
MLB
Marwin González con los Astros de Houston. Participa con el equipo desde el 11 de abril hasta el 4 de octubre de 2015, obteniendo un promedio de bateo de .279 en 344 turnos al bate, produciendo 96 hits, 34 carreras impulsadas, 44 carreras anotadas, 18 dobles, 1 triple, 12 jonrones, 16 bases por bolas, 74 ponches y 4 bases robadas.

### 2016
MLB
Marwin González con los Astros de Houston. Participa con el equipo desde el 5 de abril hasta el 2 de octubre de 2016, obteniendo un promedio de bateo de .254 en 484 turnos al bate, produciendo 123 hits, 51 carreras impulsadas, 55 carreras anotadas, 26 dobles, 3 triple, 13 jonrones, 22 bases por bolas, 118 ponches y 12 bases robadas.
González estableció un récord de Grandes Ligas por batear a sus primeros 25 cuadrangulares sin nadie en base. Esa racha se rompió cuando conectó un cuadrangular el 6 de mayo de 2016 con Evan Gattis en segunda.
LVBP
Águilas del Zulia y Tigres de Aragua hicieron una negociación que incluye a Marwin González adicional, Alex Torres y Jesús Alastre pasaron de las Águilas del Zulia a los Tigres de Aragua por Yangervis Solarte, Ronald Torreyes y Herlis Rodríguez.
Marwin González debuta con los Tigres de Aragua. desde el 3 de diciembre hasta el 19 de diciembre de 2016, obteniendo un promedio de bateo de .174 en 46 turnos al bate, produciendo 8 hits, 0 carreras impulsadas, 4 carreras anotadas, 0 dobles, 0 triple, 0 jonrones, 6 bases por bolas, 10 ponches y 0 bases robadas.

### 2017
Marwin González y los Astros de Houston evitaron el arbitraje salarial, al llegar a un acuerdo por un año y 3.725.000 dólares. El primera base solicitó un alza, de 2 millones a 4,2, mientras que el club le ofrecía 3,25 millones. Durante la temporada 2017, fue titular en todas las posiciones del cuadro interior y en el jardín izquierdo, siendo esta última la que defendió en la postemporada. Registró promedio de .303 con 23 jonrones y 90 impulsadas en la campaña regular, la mejor temporada de su carrera hasta entonces, y en la postemporada ayudó a los Astros a obtener el primer título de Serie Mundial en su historia.
El 29 de octubre de 2018, Marwin González eligió ser agente libre.

### 2019
El 25 de febrero de 2019, los Minnesota Twins firmaron al 3B Marwin Gonzalez.
El 19 de junio de 2019, Los Mellizos de Minnesota pusieron a Marwin González en la lista de lesionados. Por tensión de los isquiotibiales derecho. Durante la temporada 2019, bateó para (.264) con 15 jonrones y 55 carreras impulsadas en 114 juegos.

### 2020
En la temporada 2020 acortada, apareció en 53 juegos mientras bateaba (.211) con 5 jonrones y 22 carreras impulsadas. Se convirtió en agente libre a finales de octubre de 2020.

### 2021

#### Boston Red Sox
El 24 de febrero de 2021, González firmó un contrato por un año y $ 3 millones con los Boston Red Sox. González se convirtió en el primer jugador en la historia moderna de las Grandes Ligas en comenzar en cuatro posiciones diferentes en el campo durante los primeros cuatro juegos de la temporada de su equipo; jugó en el jardín izquierdo en el Día Inaugural de 2021 para Boston antes de ocupar la segunda base, tercera base y primera base en los siguientes concursos, respectivamente. Hizo su primera aparición como lanzador en la octava entrada de un juego contra los Blue Jays de Toronto el 13 de junio, en el que no permitió carreras para anotar. El 16 de julio, fue colocado en la lista de lesionados debido a una distensión en el tendón de la corva derecho; fue activado el 2 de agosto. El 13 de agosto, González fue designado para asignación por los Red Sox; fue puesto en libertad por el equipo tres días después.

#### Houston Astros (segunda etapa)
El 27 de agosto de 2021, González firmó un contrato de ligas menores con los Astros.